# Geranium rupicola
Geranium rupicola là một loài thực vật có hoa trong họ Mỏ hạc. Loài này được Wedd. mô tả khoa học đầu tiên năm 1861.